# Spišský Hrhov
Spišský Hrhov és un poble i municipi d'Eslovàquia. Es troba a la regió de Prešov, al nord del país.

## Història
La primera referència escrita de la vila data del 1243.

## Demografia
| Godina             | 1994 | 2004    | 2014    | 2024    |
| ------------------ | ---- | ------- | ------- | ------- |
| Nombre de persones | 859  | 1020    | 1408    | 1910    |
| Diferència         |      | +18,74% | +38,03% | +35,65% |

| Godina             | 2023 | 2024   |
| ------------------ | ---- | ------ |
| Nombre de persones | 1902 | 1910   |
| Diferència         |      | +0,42% |